# Haute-Normandie
Haute-Normandie var en av 26 administrativa regioner i Frankrike. Regionen skapades 1956 när Normandie blev uppdelat i Basse-Normandie och Haute-Normandie. Regionens huvudstad var Rouen, med den högsta katedralen i Frankrike. Den största staden i Haute-Normandie var Le Havre. År 2016 förenades de båda regionerna på nytt till regionen Normandie.

## Städer i Haute-Normandie
- Dieppe
- Évreux
- Fécamp
- Le Grand-Quevilly
- Le Havre
- Le Petit-Quevilly
- Mont-Saint-Aignan
- Rouen
- Saint-Étienne-du-Rouvray
- Sotteville-lès-Rouen
- Vernon